# Hort Ida

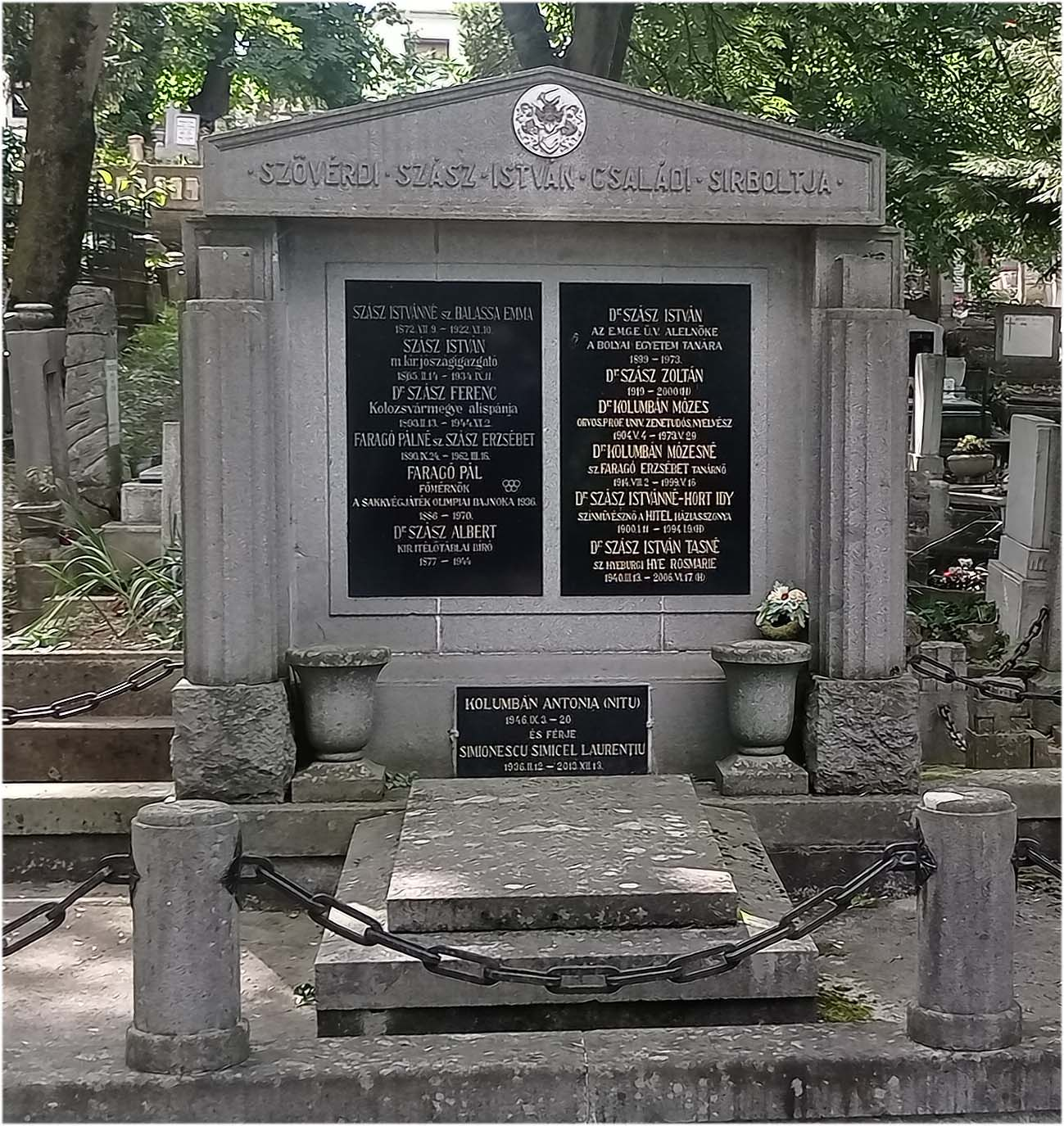
Sírja a Házsongárdi temető lutheránus részében

Hort Ida művésznevén Hort Idy, férjezett neve Szász Istvánné (Alsóábrány, 1900. január 11. – Budapest, 1994. január 9.) magyar színésznő, kultúrszervező, szobrász, Szász István Tas édesanyja.

## Életpályája
1900. január 11-én született Alsóábrányban, árvaságra jutott felvidéki dzsentri családból származó anya, valamint erdélyi – kolozsvári – gyógyszerész apa gyermekeként. Anyai ükapja Majthényi Mihály, Madách Imre első unokatestvére volt, de Balassi Bálint családjának is egyenes ági leszármazottja. Gyógyszerész apja pályáját követve sokfelé járt iskolába, végül tanulmányait Budapesten fejezte be Rákosi Szidi színiiskolájában. Ezalatt nagynénje, Zsolnay Miklósné pártfogolta és vezette be a főváros pezsgő szellemi életébe. Innen az 1918-as forradalom közben kalandos körülmények közt tért vissza Verespatakra, ahol gyógyszerész édesapja élt, s ezzel végleg eljegyzi magát Erdélyországgal.
1919-ben játszott először színpadon, Marosvásárhelyen. Trianon után a Janovics Jenő féle Kolozsvári Magyar Színház alapító tagja lett. Nagy sikerrel lépett fel prózai és énekes szerepekben, a város kedvence volt. Nemsokára azonban megismerkedett Szász Istvánnal, akihez férjhez ment és elhagyta a színpadot. Férje családját ekkor tette tönkre a román földreform, de a fiatal házaspár kemény munkával talpon maradt és közben – az általa tervezett házukban – otthont adtak a kisebbségi sorssal küzdő fiatal magyar értelmiségnek. A tehetséges fiatalasszony előzőleg a Nyugatos Miklós Jutkánál szerez fotóművészi mesterlevelet, majd a szobrász Kudelász Károly tanítvány lett. Emellett még egyéb sokoldalú tevékenységet is folytatott: bútort tervezett, amatőr színjátszást rendezett, szakácsversenyeket nyert és állandó aktív résztvevője volt a helyi magyarság szellemi életének. Legfontosabb szerepe a kolozsvári nemzetpolitikai szemle, a Hitel holdudvarának összetartása volt áldozatkész háziasszonyi minőségében is. A magyar négy év alatt az Erdélyi Kört ő rendezte be a Fő tér 5. szám alatt, és ez lett a központja a Teleki Pál ösztönzésére alapított Erdélyi Pártnak is.
A háború után férjének viszontagságos sorsában segített. Rajzolt, süteményt sütött, gyermekjátékokat készített s így mentette a Hitel emlékeket az elkótyavetyéléstől. Férje az Erdélyi Magyar Gazdasági Egyesület ügyvezető alelnöke lett, majd a Bolyai Egyetem egyik alapító tanára volt, 1973-ban halt meg. Ő egyetlen fiával, Szász István Tassal és annak családjával 1977-ben a Hitel általa tervezett otthonának feláldozása árán, de a relikviák sorsáról gondoskodva települt át Magyarországra, Budapestre, fiatalságának színhelyére. A maradék Hitelesekkel itt is folyamatosan tartotta a kapcsolatot, fiát arra ösztönözte, hogy a Hitel emlékezetének sorsát továbbra is tekintse a magyar jövőt szolgáló fontos feladatának. Folytonosan Erdély sorsára figyelve itt élt – végig szellemi frissességben – 94 éves korában bekövetkezett haláláig. Ő volt a Janovics-féle kolozsvári színtársulat utolsó hírvivője.

## Színpadi szerepei Marosvásárhelyen és Kolozsváron
- Kacsoh Pongrác-Petőfi nyomán Bakonyi Károly, Heltai Jenő verseit felhasználva: János vitéz
- Victor Hugo: Quasimodo
- Johann Straus-Richard Genée és Carl Haffner: Dr. Bőregér
- Molnár Ferenc: Üvegcipő ( A Csitri címen)
- Monch L. – Cyrill I.:A kis szökevény
- Eugene Corman – Adolphe d’Emmery: A két árva
- Molter Károly: Harimbasák
- Tiszay Dezső: A könyvtárnok
- Jacques Offenbach-Henri Meilhac és Ludovic Halévy:Szép Heléna
- Lehár Ferenc, Alfred Maria Willner, Robert Bodanzky: Hercegkisasszony
- Farkas Imre: Túl a nagy Krivánon
- Hermann Südermann: Becsület
- Feydeau Georges: Kutya van a kertben
- Johann Strauss: Tavasz
- Jakobi Viktor-Bródi Miksa,Martos Ferenc: Szibill
- Jean Gilbert-Karl Kranz és Georg Okonkorovszky: Lengyel menyecske
- Martos Ferenc-Kulinyi Ernő: Cigánygrófnő
- Bakonyi Károly–Szirmai Albert: Mágnás Miska
- Farkas Imre: Cseregyerekek
- Kálmán Imre: Csárdáskirálynő
- Szigligeti Ede: Liliomfi
- Szigligeti Ede: A cigány
- Géczi István: A gyímesi vadvirág:
- Jules Barbier, Michel Carré: Mignon
- Herczeg Ferenc-Zilahy Gyula: Dériné ifiasszony díszelőadás az első magyar kőszínház centenáriumán.
- Huszka Jenő-Martos Ferenc: Bob herceg
- Robert Planquette: Kornevilli harangok
- Lipót Jakobson-Robert Bodanzky: Ju-Shi
- Louis Verneuil: Mi ketten
- Huszka Jenő- Martos Ferenc: Gül baba
- Pásztor Árpád-Góth Sándor: Vengerkák
- Balázs Miklós-Harsányi Zsolt: Dicsőfalvi
- Jókai Mór-Hevesi Sándor: Kőszívű ember fiai
- Zerkovitz Béla-Faragó Jenő: Százszorszép
- Csiky Gergely: Nagymama
- Vadas László-Gera Ákos: Vadgalamb
- Jacques Offenbach-Jules Barbier: Hoffmann meséi
- Lehár Ferenc, Alfred Maria Willner, Robert Bodanzky: Cigányszerelem
- Paul Armont-Marcel Gerbidon: A gyémántköszörűs
- Stephanidesz Károly-Komor Gyula: Az a huncut kéményseprő
- Leo Delibes: Lakmé
- Komjáthy Károly-Harmath Imre: Pillangó Főhadnagy
- A szellem Gózon Gyula vendégszereplésével
- Erkel Elek-Pollinus Aurél: Náni
- Szirmai Albert-Bakonyi Károly: Gróf Rinaldó
- Florimond Hervé-Jean Lutz Meilhartz-Albert Millaud: Nebántsvirág
- Walter Kollo: A beoltott Adolár
- Gaál József: A peleskei nótárius
- Marton Géza, Balassa Emil, Urai Dezső: Szilveszter
- Erkel Elek-Csepreghy Ferenc: Sárgacsikó
- Vécsy Leó: Hamupipőke
- Farkas Imre: A kis kadet
- Piere Wolf: Naplemente
- Jakobi Viktor-Bródi Miksa,Martos Ferenc: Szibill
- Szigligeti Ede-Szerdahelyi József: A csikós
- Dr. Bényi Aladár-Martos Ferenc: A kis gróf
- Joseph Strauss-Duvall és James nyomán Karl Lindau-Julius Wilhelm: A tavasz
- Georg Jarno – Georg Okonkowszki: Erdészleány
- Liptai Imre: Harmadszor
- Ascher Leo-Brauer Gyula és Grünwald Alfréd: A felséges asszony keringője
- Alferd Hennequin és Georges Duval: Zsába
- Liptai Imre: Katica
- Almássy Tihamér-Serly Lajos: Tót leány, Szentgyörgyi István jutalomjátéka
- Liptai Imre: Község dógába
- Külön említést érdemel, hogy besegített az operatársulatnak is és elénekelte Lolát Mascagni Parasztbecsületében illetve Offenbach Hoffmann meséiben is fellépett.